# Bombylius uniformis
Bombylius uniformis är en tvåvingeart som beskrevs av Paramonov 1955. Bombylius uniformis ingår i släktet Bombylius och familjen svävflugor.
Artens utbredningsområde är Kenya. Inga underarter finns listade i Catalogue of Life.